# Горхонское сельское поселение
Се́льское поселе́ние «Горхонское» (бур. Горхоной hомон) — муниципальное образование в Заиграевском районе Бурятии Российской Федерации.
Административный центр — посёлок Горхон.

## История
Статус и границы сельского поселения установлены Законом Республики Бурятия от 31 декабря 2004 года № 985-III «Об установлении границ, образовании и наделении статусом муниципальных образований в Республике Бурятия»

## Население
| 2002  | 2011  | 2012  | 2013  | 2014  | 2015  | 2016  |
| ----- | ----- | ----- | ----- | ----- | ----- | ----- |
| 2626  | ↘2402 | ↘2378 | ↘2372 | ↘2331 | ↘2292 | ↘2280 |
| 2017  | 2018  | 2019  | 2020  | 2021  | 2023  | 2024  |
| ↘2273 | ↘2235 | ↘2201 | ↘2198 | ↘2020 | ↘1976 | ↘1958 |

## Состав сельского поселения
| № | Населённый пункт | Тип населённого пункта          | Население |
| - | ---------------- | ------------------------------- | --------- |
| 1 | Горхон           | посёлок, административный центр | ↘1463     |
| 2 | Дэдэ-Тала        | улус                            | ↘75       |
| 3 | Кижа             | железнодорожная станция         | →84       |
| 4 | Лесозаводской    | посёлок                         | ↘781      |